# Liste der Monuments historiques in Brethenay
Die Liste der Monuments historiques in Brethenay führt die Monuments historiques in der französischen Gemeinde Brethenay auf.

## Liste der Immobilien
| Bezeichnung                       | Beschreibung            | Standort          | Kennzeichnung | Schutzstatus | Datum | Bild           |
| --------------------------------- | ----------------------- | ----------------- | ------------- | ------------ | ----- | -------------- |
| Kirche Notre-Dame-de-l’Assomption | aus dem 13. Jahrhundert | Grande Rue (Lage) | PA00078970    | Inscrit      | 1925  | weitere Bilder |

## Liste der Objekte
| Bezeichnung               | Beschreibung                               | Standort                                        | Kennzeichnung | Schutzstatus | Datum | Bild |
| ------------------------- | ------------------------------------------ | ----------------------------------------------- | ------------- | ------------ | ----- | ---- |
| Relief Pietà              | Stein, 16. Jahrhundert                     | in der Kirche Notre-Dame-de-l’Assomption (Lage) | PM52000154    | Classé       | 1912  |      |
| Skulptur Heiliger Mamas   | Holz, farbig gefasst, 17. Jahrhundert      | in der Kirche Notre-Dame-de-l’Assomption (Lage) | PM52000155    | Classé       | 1912  |      |
| Tympanon Madonna mit Kind | Kalkstein, farbig gefasst, 13. Jahrhundert | in der Kirche Notre-Dame-de-l’Assomption (Lage) | PM52001900    | Inscrit      | 1925  |      |